# هج اند
longitudeهج اندlatitudeهج اند
هج اند (به انگلیسی: Hedge End) یک شهرک در بریتانیا است که در انگلستان واقع شده‌است.

## خصوصیات
هج اند ۱۸٬۶۹۶ نفر جمعیت دارد.